# Tradescantia wrightii
Tradescantia wrightii är en himmelsblomsväxtart som beskrevs av Joseph Nelson Rose och Benjamin Franklin Bush. Tradescantia wrightii ingår i släktet båtblommor, och familjen himmelsblomsväxter. Inga underarter finns listade.